# Eurocup 2015-2016
L'Eurocup 2015-2016 è stata la quattordicesima edizione del secondo torneo europeo di pallacanestro per club.
Si è svolta dal 13 ottobre 2015 al 27 aprile 2016.

## Format competizione
Il numero delle squadre ammesse alla Regular season è, come per la stagione precedente, di 36. Le squadre sono divise in due Conference su base geografica. Ogni Conference è composta da 3 gruppi di 6 squadre ciascuno. Le prime quattro di ciascun gruppo avanzano al turno successivo (denominato Last 32). Le ultime due classificate di ciascun girone vengono eliminate.
Le squadre che in Eurolega non hanno raggiunto la Top 16, si uniscono alle 24 squadre qualificate dalla Regular season per partecipare alla Last 32. In questa fase le formazioni vengono divise in 8 gruppi di 4 squadre ciascuno. Le prime due classificate di ciascun gruppo avanzano alla fase finale ad eliminazione diretta. Le ultime due classificate di ciascun girone vengono eliminate.
Ottavi, quarti, semifinali e finale si giocano (come l'anno precedente) in due partite (andata e ritorno con punteggio cumulativo).

## Squadre partecipanti
Le squadre partecipanti alla Regular season sono 36.
| Qualificate alla regular season | Qualificate alla regular season | Qualificate alla regular season              | Qualificate alla regular season              | Qualificate alla regular season              | Qualificate alla regular season              | Qualificate alla regular season              |
| Paese                           | Squadre                         | Squadre (posizione nel campionato nazionale) | Squadre (posizione nel campionato nazionale) | Squadre (posizione nel campionato nazionale) | Squadre (posizione nel campionato nazionale) | Squadre (posizione nel campionato nazionale) |
| ------------------------------- | ------------------------------- | -------------------------------------------- | -------------------------------------------- | -------------------------------------------- | -------------------------------------------- | -------------------------------------------- |
| Germania (BBL)                  | 5                               | Alba Berlino (3)                             | Ratiopharm Ulm (4)                           | Telekom Baskets Bonn (5)                     | EWE Baskets Oldenburg WC (7)                 | MHP RIESEN Ludwigsburg WC (8)                |
| Russia (VTB)                    | 5                               | BK Nižnij Novgorod (4)                       | Zenit San Pietroburgo (5)                    | UNICS Kazan' (6)                             | Avtodor Saratov WC (7)                       | Krasnyj Oktjabr' Volgograd WC (12)           |
| Italia (Lega A)                 | 4                               | Pallacanestro Reggiana (2)                   | Reyer Venezia (4)                            | Aquila Basket Trento (5)                     | New Basket Brindisi WC (6)                   |                                              |
| Spagna (ACB)                    | 4                               | Valencia (4)                                 | Bilbao Basket (5)                            | CB Gran Canaria (8)                          | Basket Zaragoza 2002 WC (9)                  |                                              |
| Turchia (TBL)                   | 4                               | Trabzonspor (4)                              | Banvit Bandırma (6)                          | Galatasaray Istanbul WC (8)                  | Beşiktaş Istanbul WC (9)                     |                                              |
| Francia (LNB)                   | 3                               | Le Mans (3)                                  | SLUC Nancy (4)                               | JSF Nanterre (5)                             |                                              |                                              |
| Grecia (GBL)                    | 3                               | PAOK Salonicco (3)                           | Aris Salonicco WC (4)                        | AEK Atene WC (5)                             |                                              |                                              |
| Lituania (LKL)                  | 2                               | Lietuvos rytas (2)                           | Neptūnas Klaipėda (3)                        |                                              |                                              |                                              |
| Belgio (BLB)                    | 1                               | Spirou Charleroi WC (4)                      |                                              |                                              |                                              |                                              |
| Israele (BSL)                   | 1                               | Hapoel Gerusalemme (1)                       |                                              |                                              |                                              |                                              |
| Montenegro (ABA)                | 1                               | Budućnost Podgorica (3)                      |                                              |                                              |                                              |                                              |
| Romania (RBD)                   | 1                               | Steaua Bucarest WC (4)                       |                                              |                                              |                                              |                                              |
| Slovenia (ABA)                  | 1                               | Union Olimpija (5)                           |                                              |                                              |                                              |                                              |
| Ungheria (MKNB)                 | 1                               | Szolnoki Olaj WC (1)                         |                                              |                                              |                                              |                                              |

## Regular season
Se due o più squadre al termine ottengono gli stessi punti, vengono classificate in base ai seguenti criteri:
1. Scontri diretti.
2. Differenza punti negli scontri diretti.
3. Differenza punti generale.
4. Punti fatti.
5. Somma dei quozienti di punti fatti e punti subiti in ogni partita.

| Qualificata alla Last 32 |
| Eliminata                |

### Conference 1

#### Gruppo A
|    | Squadra          | P.ti | G  | V | P | PF  | PS  | DP   | Tie |
| -- | ---------------- | ---- | -- | - | - | --- | --- | ---- | --- |
| 1. | Bilbao Berri     | 16   | 10 | 8 | 2 | 856 | 729 | +127 |     |
| 2. | Aquila Trento    | 14   | 10 | 7 | 3 | 875 | 827 | +48  |     |
| 3. | Olimpija Lubiana | 10   | 10 | 5 | 5 | 799 | 828 | -29  |     |
| 4. | EWE Oldenburg    | 8    | 10 | 4 | 6 | 764 | 820 | -56  | 2-0 |
| 5. | JSF Nanterre     | 8    | 10 | 4 | 6 | 772 | 801 | -29  | 0-2 |
| 6. | Telekom Bonn     | 4    | 10 | 2 | 8 | 838 | 899 | -61  |     |

#### Gruppo B
|    | Squadra        | P.ti | G  | V | P | PF  | PS  | DP   | Tie |
| -- | -------------- | ---- | -- | - | - | --- | --- | ---- | --- |
| 1. | Gran Canaria   | 16   | 10 | 8 | 2 | 839 | 752 | +87  |     |
| 2. | R. Ludwigsburg | 14   | 10 | 7 | 3 | 811 | 732 | +79  |     |
| 3. | Pall. Reggiana | 12   | 10 | 6 | 4 | 778 | 759 | +19  |     |
| 4. | Alba Berlino   | 10   | 10 | 5 | 5 | 774 | 790 | -16  |     |
| 5. | Le Mans        | 6    | 10 | 3 | 7 | 721 | 785 | -64  |     |
| 6. | N.B. Brindisi  | 2    | 10 | 1 | 9 | 710 | 815 | -105 |     |

#### Gruppo C
|    | Squadra          | P.ti | G  | V  | P | PF  | PS  | DP   | Tie |
| -- | ---------------- | ---- | -- | -- | - | --- | --- | ---- | --- |
| 1. | Valencia         | 20   | 10 | 10 | 0 | 809 | 689 | +120 |     |
| 2. | Saragozza        | 14   | 10 | 7  | 3 | 760 | 757 | +3   |     |
| 3. | Ulma             | 8    | 10 | 4  | 6 | 804 | 792 | +12  | +7  |
| 4. | Reyer Venezia    | 8    | 10 | 4  | 6 | 721 | 760 | -39  | -7  |
| 5. | Spirou Charleroi | 6    | 10 | 3  | 7 | 731 | 782 | -51  |     |
| 6. | Nancy            | 4    | 10 | 2  | 8 | 714 | 759 | -45  |     |

### Conference 2

#### Gruppo D
|    | Squadra         | P.ti | G  | V | P | PF  | PS  | DP   | Tie |
| -- | --------------- | ---- | -- | - | - | --- | --- | ---- | --- |
| 1. | Aris Salonicco  | 14   | 10 | 7 | 3 | 731 | 701 | +30  | 2-0 |
| 2. | UNICS Kazan'    | 14   | 10 | 7 | 3 | 800 | 722 | +78  | 0-2 |
| 3. | Trabzonspor     | 10   | 10 | 5 | 5 | 754 | 759 | -5   | +4  |
| 4. | Bandırma Banvit | 10   | 10 | 5 | 5 | 770 | 757 | +13  | -4  |
| 5. | Budućnost       | 8    | 10 | 4 | 6 | 747 | 725 | +22  |     |
| 6. | Steaua Bucarest | 4    | 10 | 2 | 8 | 676 | 814 | -138 |     |

#### Gruppo E
|    | Squadra              | P.ti | G  | V | P | PF  | PS  | DP   | Tie |
| -- | -------------------- | ---- | -- | - | - | --- | --- | ---- | --- |
| 1. | Zenit S. Pietroburgo | 16   | 10 | 8 | 2 | 820 | 746 | +74  |     |
| 2. | Avtodor Saratov      | 14   | 10 | 7 | 3 | 947 | 839 | +108 |     |
| 3. | PAOK Salonicco       | 10   | 10 | 5 | 5 | 773 | 831 | -58  |     |
| 4. | Szolnoki Olaj        | 8    | 10 | 4 | 6 | 763 | 827 | -64  | +9  |
| 5. | Beşiktaş             | 8    | 10 | 4 | 6 | 810 | 842 | -32  | -9  |
| 6. | Lietuvos rytas       | 4    | 10 | 2 | 8 | 856 | 884 | -28  |     |

#### Gruppo F
|    | Squadra           | P.ti | G  | V | P | PF  | PS  | DP   | Tie |
| -- | ----------------- | ---- | -- | - | - | --- | --- | ---- | --- |
| 1. | Galatasaray       | 14   | 10 | 7 | 3 | 867 | 789 | +78  |     |
| 2. | Neptūnas Klaipėda | 12   | 10 | 6 | 4 | 829 | 807 | +22  | 2-0 |
| 3. | Nižnij Novgorod   | 12   | 10 | 6 | 4 | 801 | 780 | +21  | 0-2 |
| 5. | H. Gerusalemme    | 10   | 10 | 5 | 5 | 808 | 798 | +10  | +3  |
| 4. | AEK Atene         | 10   | 10 | 5 | 5 | 794 | 812 | -18  | -3  |
| 6. | Krasnyj Oktjabr'  | 2    | 10 | 1 | 9 | 797 | 910 | -113 |     |

## Last 32
Vi prendono parte le 24 squadre che hanno superato la Regular Season più le 8 squadre eliminate nella Regular Season di Eurolega.
Le 32 formazioni sono suddivise in 8 raggruppamenti da 4 squadre ciascuno.
Si qualificano agli ottavi di finale le prime due classificate di ogni girone.
Nel caso due o più squadre al termine ottengano gli stessi punti, vengono classificate in base ai seguenti criteri:
1. Scontri diretti.
2. Differenza punti negli scontri diretti.
3. Differenza punti generale.
4. Punti fatti.
5. Somma dei quozienti di punti fatti e punti subiti in ogni partita.

| Qualificata agli Ottavi di finale |
| Eliminata                         |

### Gruppo G
|    | Squadra         | P.ti | G | V | P | PF  | PS  | DP  | Tie |
| -- | --------------- | ---- | - | - | - | --- | --- | --- | --- |
| 1. | Bayern Monaco   | 8    | 6 | 4 | 2 | 476 | 454 | +22 | 2-0 |
| 2. | Bandırma Banvit | 8    | 6 | 4 | 2 | 487 | 455 | +32 | 0-2 |
| 3. | Bilbao Berri    | 6    | 6 | 3 | 3 | 483 | 464 | +19 |     |
| 4. | Ulma            | 2    | 6 | 1 | 5 | 435 | 508 | -73 |     |

### Gruppo H
|    | Squadra         | P.ti | G | V | P | PF  | PS  | DP  | Tie |
| -- | --------------- | ---- | - | - | - | --- | --- | --- | --- |
| 1. | Gran Canaria    | 10   | 6 | 5 | 1 | 531 | 440 | +91 |     |
| 2. | Strasburgo      | 8    | 6 | 4 | 2 | 464 | 456 | +8  |     |
| 3. | Avtodor Saratov | 6    | 6 | 3 | 3 | 531 | 540 | -9  |     |
| 4. | H. Gerusalemme  | 0    | 6 | 0 | 6 | 455 | 545 | -90 |     |

### Gruppo I
|    | Squadra        | P.ti | G | V | P | PF  | PS  | DP  | Tie |
| -- | -------------- | ---- | - | - | - | --- | --- | --- | --- |
| 1. | EWE Oldenburg  | 8    | 6 | 4 | 2 | 494 | 490 | +4  |     |
| 2. | Limoges CSP    | 6    | 6 | 3 | 3 | 494 | 467 | +27 | 2-0 |
| 3. | Valencia       | 6    | 6 | 3 | 3 | 474 | 462 | +12 | 0-2 |
| 4. | PAOK Salonicco | 4    | 6 | 2 | 4 | 425 | 468 | -43 |     |

### Gruppo J
|    | Squadra           | P.ti | G | V | P | PF  | PS  | DP  | Tie |
| -- | ----------------- | ---- | - | - | - | --- | --- | --- | --- |
| 1. | Olimpia Milano    | 8    | 6 | 4 | 2 | 474 | 442 | +32 |     |
| 2. | Alba Berlino      | 6    | 6 | 3 | 3 | 447 | 433 | +14 | +5  |
| 3. | Aris Salonicco    | 6    | 6 | 3 | 3 | 429 | 438 | -9  | -5  |
| 4. | Neptūnas Klaipėda | 4    | 6 | 2 | 4 | 409 | 446 | -37 |     |

### Gruppo K
|    | Squadra        | P.ti | G | V | P | PF  | PS  | DP  | Tie |
| -- | -------------- | ---- | - | - | - | --- | --- | --- | --- |
| 1. | Aquila Trento  | 8    | 6 | 4 | 2 | 470 | 467 | +3  |     |
| 2. | Karşıyaka      | 6    | 6 | 3 | 3 | 498 | 426 | +72 | 2-0 |
| 3. | Trabzonspor    | 6    | 6 | 3 | 3 | 450 | 465 | -15 | 0-2 |
| 4. | Pall. Reggiana | 4    | 6 | 2 | 4 | 454 | 514 | -60 |     |

### Gruppo L
|    | Squadra              | P.ti | G | V | P | PF  | PS  | DP  | Tie |
| -- | -------------------- | ---- | - | - | - | --- | --- | --- | --- |
| 1. | Zenit S. Pietroburgo | 8    | 6 | 4 | 2 | 479 | 470 | +9  |     |
| 2. | Zielona Góra         | 6    | 6 | 3 | 3 | 458 | 463 | -5  | +4  |
| 3. | R. Ludwigsburg       | 6    | 6 | 3 | 3 | 477 | 468 | +9  | -4  |
| 4. | Reyer Venezia        | 4    | 6 | 2 | 4 | 461 | 474 | -13 |     |

### Gruppo M
|    | Squadra          | P.ti | G | V | P | PF  | PS  | DP  | Tie |
| -- | ---------------- | ---- | - | - | - | --- | --- | --- | --- |
| 1. | UNICS Kazan'     | 12   | 6 | 6 | 0 | 495 | 449 | +46 |     |
| 2. | Nižnij Novgorod  | 6    | 6 | 3 | 3 | 490 | 482 | +8  |     |
| 3. | Maccabi Tel Aviv | 4    | 6 | 2 | 4 | 469 | 494 | -25 |     |
| 4. | Olimpija Lubiana | 2    | 6 | 1 | 5 | 440 | 469 | -29 |     |

### Gruppo N
|    | Squadra        | P.ti | G | V | P | PF  | PS  | DP  | Tie |
| -- | -------------- | ---- | - | - | - | --- | --- | --- | --- |
| 1. | Galatasaray    | 8    | 6 | 4 | 2 | 493 | 414 | +79 | +18 |
| 2. | Saragozza      | 8    | 6 | 4 | 2 | 480 | 451 | +29 | -18 |
| 3. | Dinamo Sassari | 6    | 6 | 3 | 3 | 463 | 480 | -17 |     |
| 4. | Szolnoki Olaj  | 2    | 6 | 1 | 5 | 403 | 494 | -91 |     |

## Ottavi di finale

### Squadre qualificate
| Gruppo | Prima classificata   | Seconda classificata |
| ------ | -------------------- | -------------------- |
| G      | Bayern Monaco        | Bandırma Banvit      |
| H      | Gran Canaria         | Strasburgo           |
| I      | EWE Oldenburg        | Limoges CSP          |
| J      | Olimpia Milano       | Alba Berlino         |
| K      | Aquila Trento        | Karşıyaka            |
| L      | Zenit S. Pietroburgo | Zielona Góra         |
| M      | UNICS Kazan'         | Nižnij Novgorod      |
| N      | Galatasaray          | Saragozza            |

| Squadra 1       | Totale  | Squadra 2            | Andata | Ritorno |
| --------------- | ------- | -------------------- | ------ | ------- |
| Alba Berlino    | 157-166 | Bayern Monaco        | 82-82  | 75-84   |
| Limoges CSP     | 143-159 | Gran Canaria         | 65-82  | 78-77   |
| Strasburgo      | 169-142 | EWE Oldenburg        | 76-78  | 93-64   |
| Bandırma Banvit | 145-151 | Olimpia Milano       | 69-72  | 76-79   |
| Saragozza       | 150-162 | Aquila Trento        | 85-83  | 65-79   |
| Nižnij Novgorod | 176-165 | Zenit S. Pietroburgo | 102-76 | 74-89   |
| Zielona Góra    | 139-126 | UNICS Kazan'         | 68-72  | 71-54   |
| Karşıyaka       | 132-157 | Galatasaray          | 67-64  | 65-93   |

## Quarti di finale
| Squadra 1       | Totale  | Squadra 2      | Andata | Ritorno |
| --------------- | ------- | -------------- | ------ | ------- |
| Bayern Monaco   | 158-161 | Galatasaray    | 99-89  | 59-72   |
| Zielona Góra    | 168-176 | Gran Canaria   | 82-93  | 86-83   |
| Aquila Trento   | 175-152 | Olimpia Milano | 83-73  | 92-79   |
| Nižnij Novgorod | 176-185 | Strasburgo     | 85-94  | 91-91   |

## Semifinali
| Squadra 1   | Totale  | Squadra 2     | Andata | Ritorno |
| ----------- | ------- | ------------- | ------ | ------- |
| Strasburgo  | 154-152 | Aquila Trento | 68-74  | 86-78   |
| Galatasaray | 170-169 | Gran Canaria  | 89-75  | 81-94   |

## Finale
| Squadra 1  | Totale  | Squadra 2   | Andata | Ritorno |
| ---------- | ------- | ----------- | ------ | ------- |
| Strasburgo | 133-140 | Galatasaray | 66-62  | 67-78   |

### Squadra vincitrice
| N° | Naz.                   | Ruolo | Sportivo        | Anno | Alt. |     |  |
| -- | ---------------------- | ----- | --------------- | ---- | ---- | --- |  |
| 1  | Rep. Ceca (bandiera)   | AP    | Blake Schilb    | 1983 | 201  | 95  |  |
| 3  | Stati Uniti (bandiera) | P     | Errick McCollum | 1988 | 185  | 83  |  |
| 5  | Serbia (bandiera)      | AP    | Vladimir Micov  | 1985 | 203  | 98  |  |
| 8  | Turchia (bandiera)     | P     | Şafak Edge      | 1992 | 183  | 82  |  |
| 11 | Turchia (bandiera)     | AG    | Ege Arar        | 1996 | 208  | 100 |  |
| 13 | Gabon (bandiera)       | AC    | Stéphane Lasme  | 1982 | 203  | 98  |  |
| 16 | Turchia (bandiera)     | C     | Duşan Çantekin  | 1990 | 221  | 112 |  |
| 25 | Turchia (bandiera)     | G     | Doğukan Şanlı   | 1995 | 191  | 86  |  |
| 30 | Stati Uniti (bandiera) | AG    | Caleb Green     | 1985 | 203  | 104 |  |
| 32 | Turchia (bandiera)     | GA    | Sinan Güler     | 1983 | 195  | 96  |  |
| 55 | Stati Uniti (bandiera) | G     | Curtis Jerrells | 1987 | 185  | 89  |  |
| 61 | Turchia (bandiera)     | G     | Göksenin Köksal | 1991 | 196  | 93  |  |
| 63 | Azerbaigian (bandiera) | AC    | Chuck Davis     | 1984 | 205  | 104 |  |

## Premi

### Riconoscimenti individuali
- Eurocup MVP:  Errick McCollum,  Galatasaray
- Eurocup Finals MVP:  Stéphane Lasme,  Galatasaray
- Eurocup Rising Star:  Mateusz Ponitka,  Zielona Góra
- Eurocup Coach of the Year:  Maurizio Buscaglia,  Aquila Trento

### Quintetti ideali
- All-Eurocup First Team:
  -  Errick McCollum (  Galatasaray )
  -  Mardy Collins   (  Strasburgo )
  -  Vladimir Micov  (  Galatasaray )
  -  Davide Pascolo  (  Aquila Trento )
  -  Alen Omić       (  Gran Canaria )
- All-Eurocup Second Team:
  -  Kevin Pangos    (  Gran Canaria )
  -  Mateusz Ponitka (  Zielona Góra )
  -  Victor Rudd     (  Nižnij Novgorod )
  -  Julian Wright   (  Aquila Trento )
  -  Stéphane Lasme  (  Galatasaray )